# Les vinyes del Priorat
Les vinyes del Priorat és un poema en tres actes i en vers, original de Josep Maria de Sagarra, estrenat al teatre Romea de Barcelona, la vetlla del 9 de novembre de 1950.
L'escena passa a la població de Falset, l'any 1800.

## Repartiment de l'estrena
- Raquel: Paquita Ferràndiz.
- Florentina: Emília Baró.
- Tecla: Roser Coscolla.
- Aurora: Eulàlia Soldevila
- Ventura Sauló: Lluís Orduna.
- Valentí: Pau Garsaball.
- Segimon: Ramon Duran.
- Amargós: Pere Gil.
- Tocaflautes: Josep Soler.
- Santapau: Francesc Ferràndiz.